# Công giáo tại Thổ Nhĩ Kỳ
Giáo hội Công giáo ở Thổ Nhĩ Kỳ là một phần của Giáo hội Công giáo Hoàn vũ, dưới sự lãnh đạo tinh thần của Giáo hoàng và Giáo triều Rôma tại Vatican.

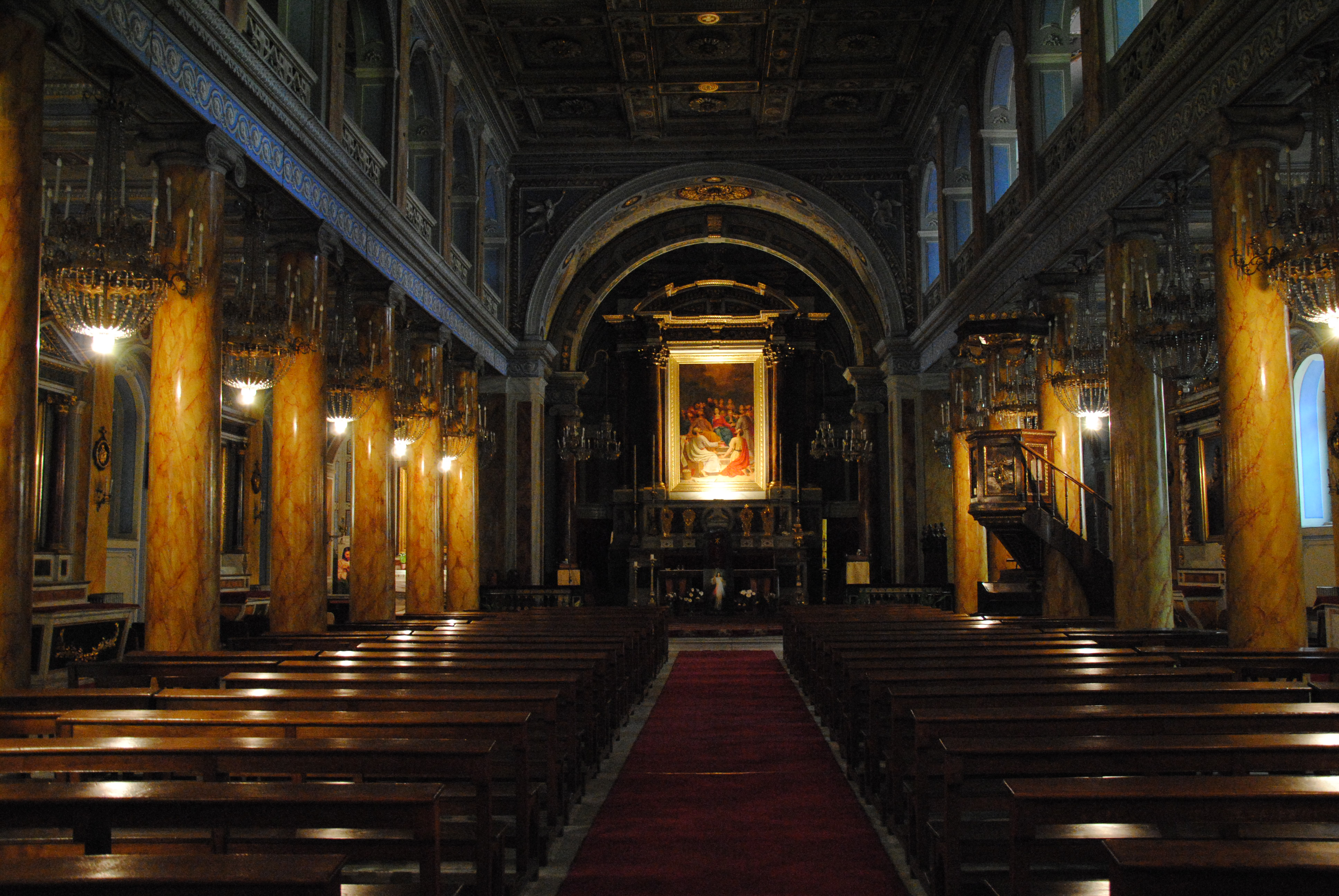
Nhà thờ chính tòa Chúa Thánh Thần, İstanbul

## Số lượng giáo dân
Vào thập niên 2000, có khoảng 25.000 người Công giáo tại Thổ Nhĩ Kỳ, chiếm khoảng 0,05% dân số. Các tín hữu Công giáo tại đây theo các nghi chế Tây phương, Byzantium, Armenia và Syriac Đông. Hầu hết người Công giáo theo nghi chế Tây phương là những người Levant gốc Ý hoặc là gốc Pháp, cùng một số ít tín hữu người Thổ Nhĩ Kỳ (cải đạo do hôn nhân với người Levant, hay với người Thổ Nhĩ Kỳ theo Công giáo; có thể là người Thổ Nhĩ Kỳ sinh sống ở châu Âu, cải đạo tại đây rồi quay về nước mà có khả năng trên giấy căn cước công dân Thổ Nhĩ Kỳ vẫn còn ghi nhận tôn giáo Islam giáo). Các giáo dân Công giáo theo nghi chế Byzantium, Armenia và Syriac Đông tương ứng là người Hy Lạp, người Armenia và người Assyria. Giáo dân Công giáo Thổ Nhĩ Kỳ tập trung đông ở thành phố İstanbul.
Vào năm 2020, ước tính có 70 linh mục và 50 nữ tu đang phục vụ tại 52 giáo xứ trên địa bàn nước Thổ Nhĩ Kỳ; Hội Thánh Công giáo tại đây cũng sở hữu 6 bệnh viện và nhà tình thương để phục vụ người cao tuổi cùng người già yếu.

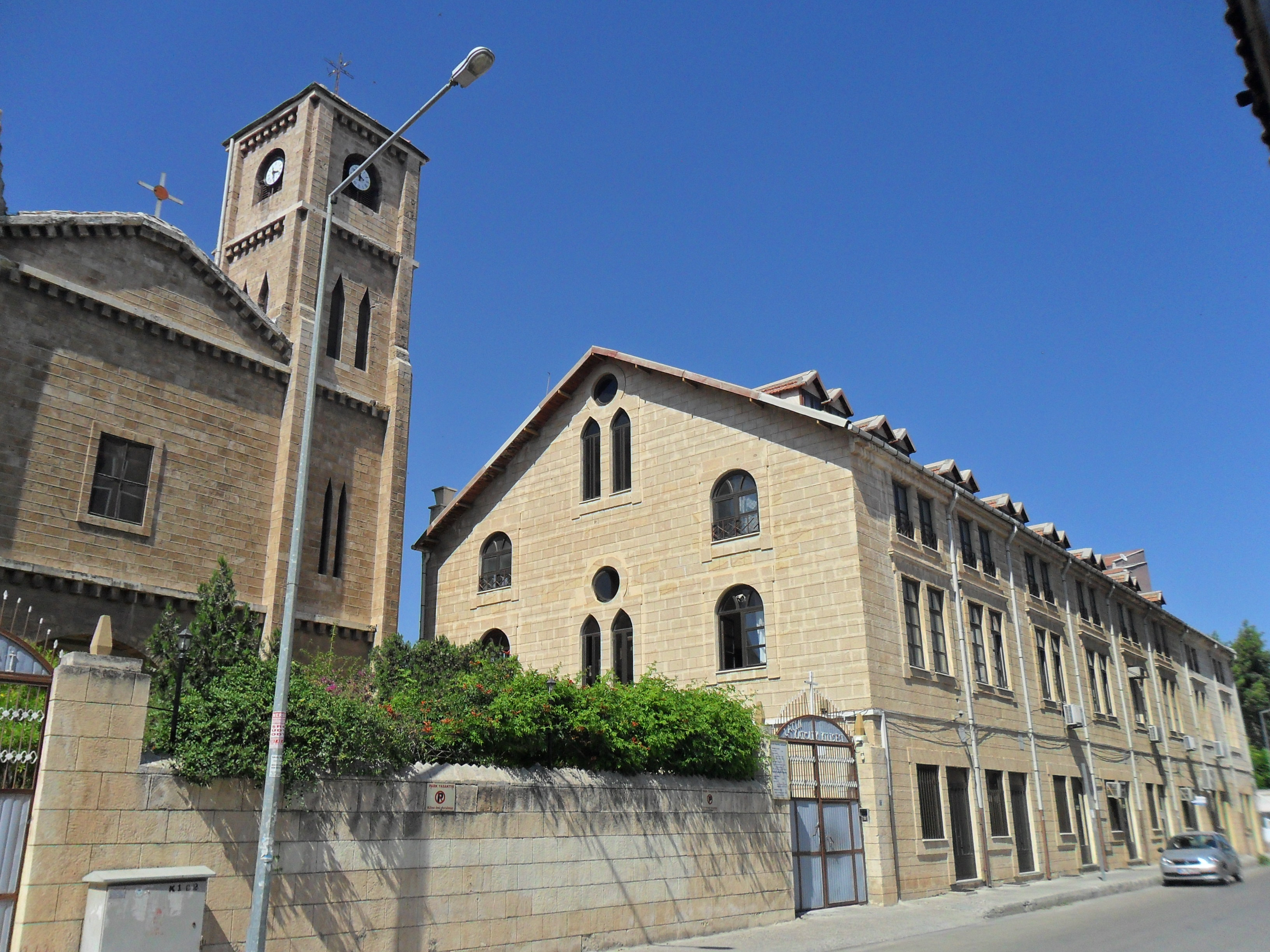
Nhà thờ đồng chính tòa Thánh Antôn thành Padova, Mersin

## Sự bách hại của người Islam giáo
Cộng đồng Công giáo đã bị một phen kinh hoàng khi Linh mục Andrea Santoro – một nhà truyền giáo người Ý đã làm việc tại Thổ Nhĩ Kỳ trong 10 năm – bị bắn hai phát đạn và tử vong tại nhà thờ xứ mình ở gần Biển Đen. Ông là người đã viết một bức thư để thỉnh cầu Giáo hoàng đương thời là Biển Đức XVI đến thăm Thổ Nhĩ Kỳ. Giáo hoàng Biển Đức XVI đã thăm chính thức nước Thổ Nhĩ Kỳ vào tháng 11 năm 2006. Mối bang giao giữa Tòa Thánh và Thổ Nhĩ Kỳ gặp trắc trở sau sự kiện Giáo hoàng Biển Đức XVI tuyên bố rằng ông phản đối việc Thổ Nhĩ Kỳ gia nhập Liên minh châu Âu. Hội đồng Giám mục Công giáo Thổ Nhĩ Kỳ đã gặp Thủ tướng Thổ Nhĩ Kỳ vào năm 2004 để thảo luận về những hạn chế và khó khăn như vấn đề tài sản của Giáo hội. Vào ngày 6 tháng 6 năm 2010, Đại diện Tông tòa Địa phận Anatolia là Giám mục Luigi Padovese đã bị sát hại.

## Tổ chức địa hạt
- Giáo hội Latinh:
  - Tổng giáo phận İzmir

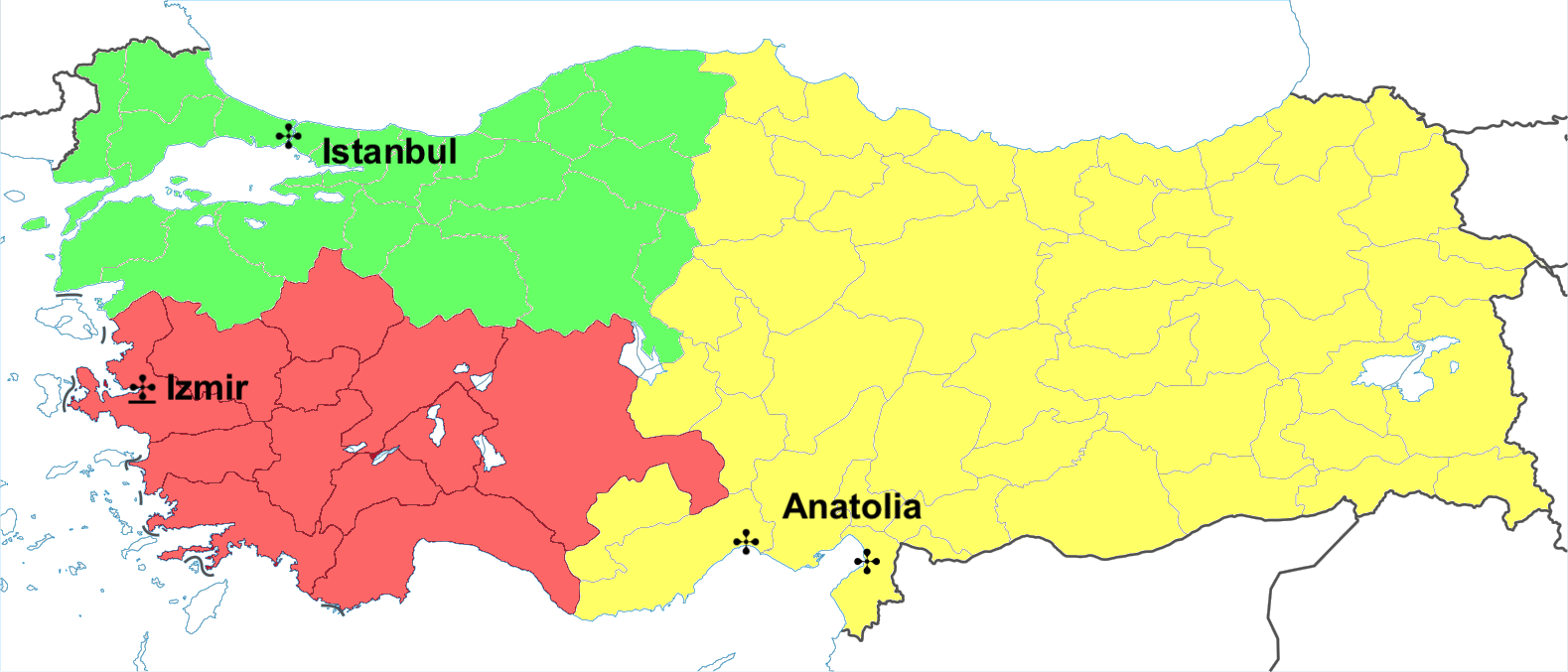
Các địa phận thuộc Giáo hội Latinh tại Thổ Nhĩ Kỳ

    - Ngai tòa đặt tại: Nhà thờ chính tòa Thánh Gioan, İzmir
    - Thẩm quyền: tổng giáo phận không có giáo phận lệ thuộc

  - Hạt Đại diện Tông tòa Anatolia
    - Ngai tòa đặt tại Nhà thờ chính tòa Truyền Tin, İskenderun
    - Thẩm quyền: lệ thuộc Tòa Thánh cách trực tiếp

  - Hạt Đại diện Tông tòa İstanbul
    - Ngai tòa đặt tại Vương cung thánh đường Chúa Thánh Thần, İstanbul
    - Địa phận này là nơi tọa lạc của Tiểu vương cung thánh đường Thánh Antôn thành Padova, İstanbul
    - Thẩm quyền: lệ thuộc Tòa Thánh cách trực tiếp